# Pantachogon scotti
Pantachogon scotti är en nässeldjursart som beskrevs av Browne 1910. Pantachogon scotti ingår i släktet Pantachogon och familjen Rhopalonematidae.
Artens utbredningsområde är Södra Ishavet. Inga underarter finns listade i Catalogue of Life.